# Генкин, Валерий Исаакович
Валерий Исаакович Генкин (род. 10 февраля 1940) — русский прозаик, переводчик, редактор.

## Биография
Родился 10 февраля 1940 года в Москве в семье Исаака Натановича Меерсона (1913—1942), уроженца Великих Лук, инженера, офицера Красной армии, воентехника первого ранга, погибшего на фронте в 1942 году, и Елены Семёновны Генкиной (1915—1997), инженера-конструктора. Раннее детство прошло в уральском городе Бисерть, куда был эвакуирован завод, на котором работала мать. После войны его воспитывали мать и отчим Анатолий Николаевич Кудрявцев.
В 1957 году окончил школу с серебряной медалью и поступил в Московский электротехнический институт связи (факультет телефонно-телеграфной связи). После окончания института в 1962 году работал последовательно в Государственном проектом институте связи, конструкторском бюро по разработке ракетной техники и НИИ «Электроника». Параллельно учился в Московском государственном педагогическом институте иностранных языков (1964—1968) и получил диплом преподавателя английского языка.
В 1988 году вошёл в группу журналистов, писателей-фантастов и художников, основавших редакционно-издательский кооператив «Текст», который впоследствии стал первым негосударственным издательством России. В первые годы работы в издательстве «Текст» был коммерческим директором, а затем — главным редактором.
С конца 1960-х занимается переводом с английского языка, преимущественно художественных произведений. В 1980-е — 1990-е годы в соавторстве со своим близким другом Александром Васильевичем Кацурой писал в жанре научной фантастики, а после 2010 года стал писать прозу в жанре, получившем название «биофикшн».
Живёт в городе Королёве, а с ранней весны до поздней осени — в деревне Теличено под Старицей (Тверская область).

## Семья
Первая жена — Наталия Сергеевна Генкина (урождённая Богданова, 1940—1992). Дочь Анна, внуки Кирилл, Александра, Дэниел. Дочь с семьёй живёт в Великобритании.
Вторая жена (с 1996 года) — Надежда Ивановна Шведова (род. 1957).
Брат — Виталий Анатольевич Кудрявцев (род. 1958), физик, профессор Шеффилдского университета.

## Избранные произведения
Произведения, написанные в соавторстве с А. В. Кацурой
- Лекарство для Люс. Повесть — Сборник научной фантастики. Вып. 28, М.: Знание, 1983; авторский сборник «Похищение», М.: РИФ, 1991; Антология мировой фантастики, т. 2. М.: Аванта+, 2003
- Тим. Роман — Журнал «Север» (Петрозаводск), 1984, № 4, 5
- Сшит колпак. Роман — Сетевая публикация, 1984
- Похищение. Роман — Авторский сборник «Похищение», М.: РИФ, 1991
- Завещание беглеца. Роман — Сборник детективной фантастики. Симферополь, Текст, 1992
- Побочный эффект. Рассказ — Сборник «Цех фантастов», М.: Московский рабочий, 1994

Другие произведения
- Санки, козёл, паровоз. Роман — М.: Текст, 2011.
- Записки из «Весёлой пиявки». Роман — М.: Текст, 2017[6].
- Повесть о печальном лемуре. Роман — М.: Текст, 2020.
- Печальный лемур и другие. Роман в трёх романах. М.: Книжники, 2024. — 960 с.

## Избранные отзывы

#### Повесть о печальном лемуре
Григорий Кружков: «Повесть о печальном лемуре» Валерия Генкина — одна из самых оригинальных и утешных книг, какие я прочёл за последние годы. Простодушная и одновременно проникнутая тонкой литературной игрой. Лишь дочитав до конца, осознаёшь, что это — история одного дня, как и «Улисс» Джойса… Впрочем, от книги хвалёного классика «Повесть о печальном лемуре» отличается в лучшую сторону тем, что она в пять раз компактнее… О чём же всё-таки «Повесть о печальном лемуре»? Её название проясняется лишь в последней главе книги, и только в самых последних строках наступает то, что Джойс называл «эпифанией», то есть внезапным мысленным светом и пониманием".

#### Записки из «Веселой пиявки»
Дмитрий Быков: "У меня спрашивают о лучших книгах последнего времени. Меня совершенно потрясла его только что изданная книга «Записки из „Весёлой пиявки“». Она сделана в жанре «последней книги», такого коллажа из воспоминаний, фрагментов, цитат. Это просто замечательное произведение! Грустное невероятно. И оно построено по принципу венка сонетов: там слова перетекают друг в друга, рифмуются воспоминания. Вообще это удивительно печальная книга для всех людей старше сорока. Младше — тоже можно, но для людей старше сорока особенно — тебя просто душит твоя жизнь, наваливаясь на тебя…".

#### Санки, козел, паровоз
Николай Александров: Роман Валерия Генкина «Санки, козел, паровоз» вышел в издательстве «Текст». «Постыдное занятие — грабить прошлое. Признак слабости и лени. То ли дело — воображать, выдумывать, сочинять. Но для этого нужен талант. А коли его нет, остается одно — память. И зряшное дело гадать, почему запоминается именно это, а не другое. Санки, козел, паровоз, как на дачу ездили, да что ели в шалаше, да дятел этот». Наверное, эта цитата лучше всего передает особенности, строй и характер романа. Понятно, что, по существу, это беллетризованные воспоминания: детство, отрочество, юность, студенческая пора, родители, родители родителей, детали быта — довоенного, послевоенного. Иными словами — вольный поток воспоминаний, подкреплённый, впрочем, документами — альбомы, дневники, цитаты из писем. Беллетристика здесь — лишь способ оформления воспоминаний, или необходимая степень отстранения. Нет, современность тоже даёт о себе знать. Особенно меня тронул перепечатанный рассказ из фейсбука некоей девушки, которая в Германии подобрала сбитого на дороге ежика. То есть тронул сам факт перепечатывания, сам-то рассказ многим известен очень хорошо. Но и здесь автор, цитируя настоящее, как будто продолжает существовать в прошлом, как будто в дне сегодняшнем продолжает отыскивать созвучия времени ушедшему.